# 葛尾村立葛尾小学校
葛尾村立葛尾小学校（かつらおそんりつかつらおしょうがっこう）は、福島県双葉郡葛尾村大字落合にある公立小学校。

## 沿革
- 1874年（明治7年）4月 - 野川観福寺に校舎を設置し、創立。
- 1892年（明治25年）4月 - 葛尾村尋常小学校と改称。
- 1941年（昭和16年）4月 - 国民学校令により、葛尾村国民学校と改称。
- 1947年（昭和22年）4月 - 学制改革により、葛尾村立葛尾小学校と改称。
- 1966年（昭和41年）10月 - 校歌制定。
- 1969年（昭和44年）6月 - 本校舎落成。
- 1974年（昭和49年）10月 - 校歌碑、まごごろ池落成。
- 1992年（平成4年）7月 - 校舎大規模改築工事。田中の校舎を借りて、
- 1996年（平成8年）4月 - 校旗新調。
- 1997年（平成9年）4月 - コンピュータ設置。
- 2000年（平成12年）11月 - 遊具設置。
- 2003年（平成15年）
  - 5月 - コンピュータ入れ替え
  - 11月 - 遊具（つり輪）設置。
- 2006年（平成18年）
  - 3月 - 職員室教師用コンピュータ設置。
  - 6月 - 消火栓設備改造工事（冬季乾式）。
- 2010年（平成22年）3月 - コンピュータ入れ替え。
- 2011年（平成23年）
  - 3月 - 11日午後に発生した東日本大震災とその後に発生した東電事故による全村民避難により、臨時休校となる。
  - 8月 - 三春町立岩江小学校に約半数の児童が区域外就学。
- 2013年（平成25年）4月 - 前月に閉校した三春町立要田中学校[1]の校舎を借りて、葛尾小学校三春校開校。
- 2018年（平成30年）
  - 3月 - 葛尾小学校三春校閉校。
  - 4月 - 葛尾村にて学校再開。
- 2020年（令和2年）9月 - 避難地域12市町村における少人数教育に対応した教授法公開（オンライン研修）。
- 2021年（令和3年）3月 - 電子黒板入れ替え（13台）。

## 教育目標
- よく考える子ども
- 思いやりのある子ども
- 健康でたくましい子ども

## 通学区域
- 葛尾村全域

## 進学先中学校
- 葛尾村立葛尾中学校

## 周辺
葛尾村中心部に位置する
- 葛尾村立葛尾中学校 - 同一建物内[2]
- 葛尾村立葛尾幼稚園 - 同一敷地内で、かつ進学前幼稚園。なお、本園所在地は本校と同じである[3]。
- 葛尾村学校給食センター - 同一敷地内
- 葛尾川
- 国道399号線
- 葛尾村郷土文化伝承保存館
- 双葉地方広域市町村圏組合消防本部浪江消防署葛尾出張所
- 葛尾村役場
- 葛尾村商工会
- 葛尾村復興交流館あぜりあ
- 葛尾郵便局
- 福島県警双葉警察署葛尾駐在所

## アクセス
- 福島交通「船引落合線（移農協前経由）」（「80-2」系統・船引駅前行・「11-4」系統・葛尾行）で、「西ノ内」停留所から、徒歩約90m・約1～2分。